# Molly Windsor
Molly Windsor (Nottingham, 19 de junho de 1997) é uma atriz inglesa. Ela é mais conhecida por seus papéis no telefilme The Unloved (2009) e na minissérie da BBC Three Girls, pelo qual ela ganhou o BAFTA TV Award de Melhor Atriz.

## Film
| Ano  | Título                                 | Personagem             | Nota(s)        |
| ---- | -------------------------------------- | ---------------------- | -------------- |
| 2007 | The Imaginary Girl                     | Amy                    | Curta-metragem |
| 2009 | My Last Five Girlfriends               | Criança no acampamento |                |
| 2010 | Oranges and Sunshine                   | Rachel                 |                |
| 2012 | When the Lights Went Out               | Garota pálida          |                |
| 2017 | Black Road                             | Lilly                  | Curta-metragem |
| 2017 | Johnny Marr & Maxine Peake: The Priest | Menina desabrigada     | Vídeo clipe    |
| 2018 | The Runaways                           | Angie                  | Pós-produção   |
| 2019 | Make Up                                | Ruth                   | filmando       |

## Television
| Ano  | Título      | Personagem    | Nota(s) |
| ---- | ----------- | ------------- | --- |
| 2009 | The Unloved | Lucy Manvers  | Telefilme |
| 2017 | Three Girls | Holly Winshaw | Minissérie, 3 episódios Indicada— RTS Breakthrough Award - On Screen (2018) Ganhou— 2018 BAFTA TV Award de Melhor Atriz |